# たとえ話
たとえ話（譬え話、たとえばなし）とは、ある事柄を理解できるようにするために、他の事柄に置き換えて説明するものである。散文でも韻文でも綴られることがあり、道徳的ないし宗教的な教訓を示すことが多い。特に西洋においては、この広義のたとえ話のうち、人間が中心になっているものを、動物や植物、無生物を自然界の力などを擬人化して登場させるものと区別する用語法が一般的になっており、人間中心で、より日常的な物語となる前者を「英語: parable」と呼んでおり、狭義での「たとえ話」はその訳語である。これに対し、超自然的、非現実的な物語としての後者は「英語: fable」と呼ばれ、日本語では「寓話」と訳されることが多い。たとえ話はまた、類推(英語: analogy)のひとつのタイプである。
広義のたとえ話は、洋の東西を問わず古代から用いられており、例えば仏典の中にも、涅槃経の「五味相生の譬」や、法華経の「法華七喩」のようなたとえ話が伝えられている。

## 西洋のたとえ話

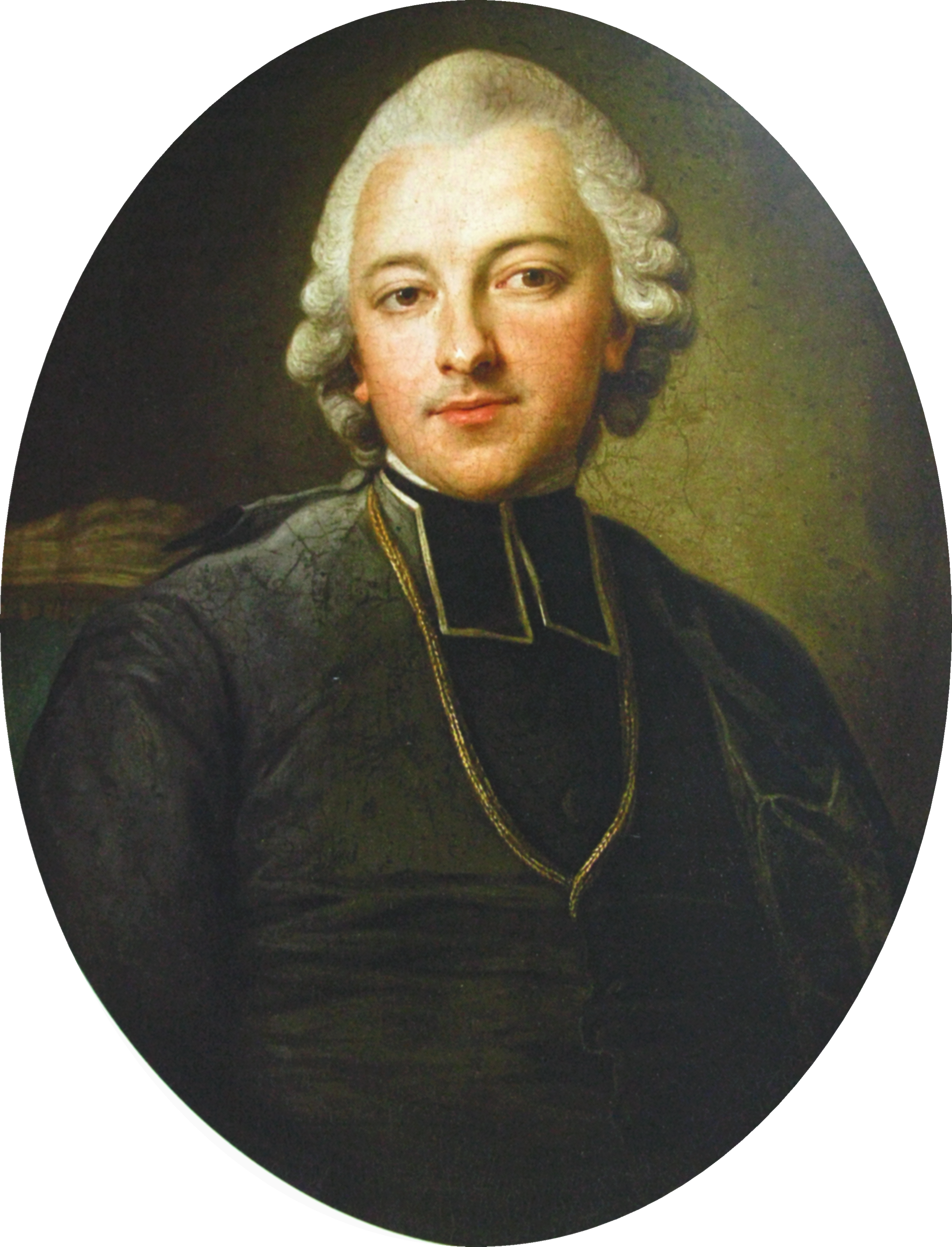
「盲人と足なえ」などの作者イグナツィ・クラシツキの肖像

英語の「parable」など、多くのヨーロッパ諸語でたとえ話に相当する言葉は、ギリシア語の「παραβολή (パラボレ)」に由来しているが、この言葉はギリシアの修辞学においては、架空の短い物語で何かを説明することを広く意味していた。後年になると、この言葉は、架空の物語によって、現実に自然な形で起こるかもしれないことについて、霊的な事柄や道徳的な事柄が伝えられることを意味するようになった。
たとえ話(parable)は、短い話で普遍的な真理を説明するものであり、物語の中でも最も単純なもののひとつである。たとえ話においては、まず状況が簡単に説明され、次に行動が描写され、最後にその結果が示される。しばしば、道徳的なジレンマに直面する人物や、危うい判断をした末その結果に苛まれる人物が登場する。寓話と同様に、たとえ話でも、主題と無関係な細部や散漫な周辺描写は省かれ、通常はひとつの単純で一貫性のある行動について話が語られる。たとえ話の例としては、イグナツィ・クラシツキ作の「息子と父親」、「農夫」、「訴訟人たち」が挙げられる。
民話の多くも、たとえ話を拡大したものと見なすことができ、おとぎ話も同様であるが、状況設定で魔法が前提とされるところは異なる。プロトタイプのたとえ話はアポローグ(誇張を含む短いたとえ話)とは異なり、写実主義的で、人生のよくある状況の中で実際に起こるかもしれないと思わせるものである。
たとえ話は、メタファー(隠喩)と同様に、短い一貫した架空の物語に拡張される。キリスト教のたとえ話は、近年では拡張されたメタファーとして研究されている。それを担っているのは、例えば、「たとえ話とは、普通の男女が、日常的な生活の中で、驚くべき出来事に遭遇するという筋の話のこと」だと気づいた書き手である。たとえ話は宗教的な展望をもった「信仰の巨人たち」についての話ではない。言うまでもなく、「拡張されたメタファー」であるというだけでは、たとえ話を説明したことにはならないが、「拡張されたメタファー」の特徴は、たとえ話にも共通しているし、アレゴリー(寓意)の基本的要素になっている。
直喩の場合とは異なり、たとえ話においては、表面上の物語と平行するもうひとつの意味は、通常は秘密として隠されている訳ではないが、直接語られることはなく、示唆されるだけである。たとえ話の特徴は、人がいかに振る舞うべきか、信じるべきかを示唆する規範的なサブテキスト(いわゆる「行間」のメッセージ)が存在していることにある。たとえ話には、人生の中で適切な行動とは何かを導き、示唆することに加え、頻繁にメタファーな言葉遣いを用いることで、難解であったり複雑であったりする概念を、より簡単に論じることができるようにする働きがある。プラトンの『国家』では、「洞窟のたとえ」(真理の理解について、洞窟の壁に投じられた影に欺かれる話によって、説明される)のように、分かりやすい具体的な物語を使って、抽象的な議論を教えている。
『イソップ寓話』を英訳したジョージ・ファイラー・タウンゼントは、その序文で「たとえ話 (parable)」を「言葉自体に込められた意味とは異なる、隠された秘密の意味を伝達することを意図して、言葉をデザインしながら用いることであり、聞き手や読者に特段の関わりをもっていることもあれば、そうではないこともあるもの」であると述べている。
19世紀末を生きたタウンゼントは、曖昧であることを意味する、当時あった「to speak in parables (たとえ話で話す)」という表現に、影響されていた可能性もある。はっきりと重要性が指摘されているわけではないが、現代の用法における「たとえ話 (parable)」は、一般的に、意味が隠されたり秘密にされているというよりは、全く逆に直截的で明白である場合が典型的である。隠された意味が重要になる典型的な表現は、アレゴリーである。H・W・ファウラーは『Modern English Usage』の中で、たとえ話もアレゴリーも、目的は「聞き手に、当人には直接の関わりがない、したがって利害に関わらない立場からの判断を引き出すことが期待できるような事案を提示し、聞き手自身が正しい判断を悟るよう啓蒙する」ことであると述べている。その上でファウラーは、たとえ話は、アレゴリーよりも濃密であり、読者なり聞き手には、この結論は当人の関心事にも同じように当てはまるのだ、という原理が生まれ、教訓が演繹されるのだとしている。

## 歴史

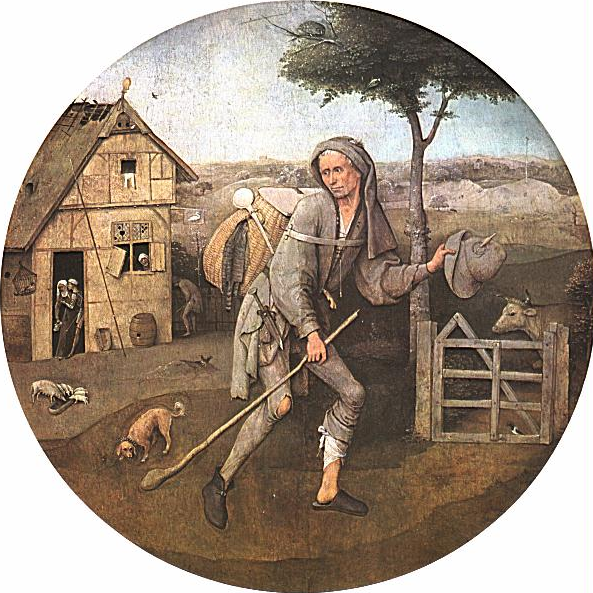
ヒエロニムス・ボス作『放蕩息子』

たとえ話は、霊的な概念の表現に好んで使われる。キリスト教においては、たとえ話の最も有名な源泉は『聖書』であり、特に新約聖書の福音書には、多数のたとえ話が登場する。イエスのたとえ話は、多くの典拠で検証され、広く歴史的事実であると見なされているが、ジョン・P・マイヤー(John P. Meier)ら研究者たちは、それがヘブライ語の諺、格言などを意味する表現であるマーシャル/マシャリムに由来するものと考えている。イエスのたとえ話の例としては、「善きサマリア人」と「放蕩息子」がある。旧約聖書由来のマシャリムには、ナタンがダビデに語る「小羊のたとえ話」(サムエル記下12:1-9: 2 Samuel 12:1-9)や、「テコアの女」のたとえ話(サムエル記下14:1-13: 2 Samuel 14:1-13)などがある。
新約聖書研究者の中には、イエスのたとえ話についてだけ、「たとえ話 (parable)」という表現を使う者もいるが、そのように限定した用語法は一般的なものではない。「放蕩息子のたとえ話」のように、たとえ話はイエスの教え方の中心となった方法であり、それは正典においても外典においても同様である。
中世には、聖書の解釈において、イエスのたとえ話を細部にわたるアレゴリーとして扱うことがしばしばあり、短い物語のあらゆる要素について、象徴的にそれに対応するものを比定して論じることがあった。しかし、アドルフ・ユーリヒャー以降、近代の批評家は、こうした解釈を不適切な、批判に耐えないものとしている。ユーリヒャーは、こうしたたとえ話について、普通はひとつだけ重要なことを伝えようと意図されているのだと主張し、この意見は近年のほとんどの研究者によって支持されている。
イスラム教の神秘主義哲学であるスーフィズムの伝統においては、たとえ話(「教訓譚」)は、教訓や価値を分け与える手法とされている。近年の論者でも、イドリース・シャーやアンソニー・デ・メロは、スーフィーのサークル外にこうした話を広める助けとなっている。
現代における話も、たとえ話として使われる場合がある。19世紀半ばに生まれた「割れ窓の寓話」のたとえ話は、経済学的に誤った考えを例示するものとなっている。